# Бенедикт із Жабокруків
Бенедикт (також Бенко, Бенько, Бенєк) з Жабокруків гербу Корчак або Вчеле (пом. бл. 1410) — шляхтич, придворний, урядник Королівства Польського.

## Життєпис
Син Ходка, який 1353 року згаданий як галицький гродський (замковий) воєвода, чи Осташка Івановичів, синів боярина Івана з Княгиничів.
Вперше згаданий в документах 1373 року як свідок грамоти князя Владислава Опольчика, виданої у Ярославі стосовно надання села Гвіздець боярину Ходку Лойовичу. В ній згаданий як «львівський воєвода» (також називають його каштеляном. 9 вересня 1374 року як «Бенько з Кухар» отримав від Владислава Опольчика Жабокруки (з умовою його переїзду з родиною до Галичини) та Бринці у посідання. 1375 року став перемиським старостою, 1376 — сяноцьким. 1387 року супроводжував короля Ягайла до Кракова. 1398 року згаданий як галицький та снятинський староста. У 1401 році брав участь в Радомській унії. Записаний разом з братом Дмитром з Гораю свідком грамоти Ягайла для боярства Волинської землі, виданої у Львові.
У 1376 році отримав площу на міському праві у Львові, частину села Лисиничів. Наприкінці життя був власником містечка Гірки (пол. Górki (powiat brzozowski), Сяноччина, отримав його селом, перевів на магдебурзьке право), частини Лисиничів, також Сеняви (тепер Соколівка), Ходорківців, Дев'ятників, Бертишева, можливо, Баківців, Репехова.
Фундатор костелів у Берездівцях, Гумниськах (зберігся до наших днів; за іншими даними, фундатор парафії РКЦ), церкви у Жабокруках. Після смерті брата Андрія з Кухар (†1398) залагоджував його майнові справи.
Записаний як свідок у грамоті Спитка з Мельштина, яку той видав у Новому Самборі 13 грудня 1390 року.
Помер бл. 1410 року.
Дружина — Анна, нащадків не мали.